# Geremia d'Amchit
Geremia d'Amchit (in arabo ارميا العمشيتي‎?) e nato Abdallah Khairallah Obeid (عبدالله خيرالله عبيد) (Amchit, XII secolo – Mayfouk, 1230) è stato un eremita e il 32º Patriarca maronita di Antiochia.
Fu conosciuto per il suo supposto miracolo di levitazione della Sacra Ostia durante una Messa che celebrò a Roma in occasione della sua partecipazione al Concilio Lateranense nel XIII secolo.

## Vita eremitica
Nacque ad Amchit, un villaggio vicino Byblos, l'antica città fenicia. Molto pio sin dalla sua giovane età, visse in un eremo nel suo villaggio, in una cella vicino alla chiesa di San Zakhia (allora conosciuta come "le chiese del Santo Zakhia" perché erano tre piccole chiese, molto antiche, risalenti al V secolo). I suoi fratelli collaborarono allo sviluppo di questi eremi. Dopo un periodo di ascetismo nella sua città natale, si recò in un altro eremo, a Mayfouk, nel convento di Nostra Signora dell'Ilige.

## Patriarca maronita di Antiochia
La tradizione maronita ha l'abitudine di scegliere patriarchi tra gli eremiti. Fu eletto patriarca della Chiesa maronita, in seguito alla morte del patriarca Pietro IV (بطرس الرابع). Egli scelse per il primo seggio patriarcale, Yanouh (يانوح). Conosciuto per la sua devozione, fu invitato a Roma da papa Innocenzo III per partecipare al IV Concilio Lateranense. Il patriarca Geremia stava lavorando per consolidare la fede maronita in unione con la Chiesa cattolica. Trascorse cinque anni a Roma e dal papa ricevette il pallio, un segno di unità con Roma, e partecipò al quarto Concilio del Laterano l'11 novembre 1215. Fu patriarca maronita fino al 1230, anno della sua morte.

## Miracolo
Durante la sua permanenza a Roma e durante una celebrazione dell'Eucaristia, alla presenza di Papa Innocenzo III, nella Basilica di San Pietro in Vaticano, una luce sarebbe emersa dall'ostia, che sarebbe rimasta elevata dopo che il patriarca aveva lasciato cadere le mani. Estefano El Douaihy, storico e patriarca maronita, scrive di questo evento nella sua storia dei patriarchi maroniti (سلسلة البطاركة الموارنة) e afferma che il Papa ordinò che questa scena fosse rappresentata sulle pareti della Basilica di San Pietro.